# Sender Cremlingen-Abbenrode
Der Sender Cremlingen-Abbenrode war eine von der Media Broadcast betriebene Sendeanlage für Mittelwelle. Sie befand sich in der Nähe von Cremlingen-Abbenrode. Von den Autobahnen 2 und 39 aus war die Anlage zwischen den Abfahrten Braunschweig-Ost und dem Kreuz Königslutter gut zu erkennen.
Der ab 1962 bestehende Sender wurde in einschlägigen Veröffentlichungen auch als Mittelwellensender Braunschweig, Mittelwellensender Königslutter oder Mittelwellensender Cremlingen erwähnt.
Von außen sichtbar verfügte die Anlage über drei gegen Erde isolierte selbststrahlende Sendemasten, die 188 Meter, 137 Meter und 99 Meter hoch waren.
Am 31. Dezember 2015 wurde die Sendeanlage stillgelegt. Die drei Sendemasten wurden am 29. Januar 2018 gesprengt.

## Geschichte

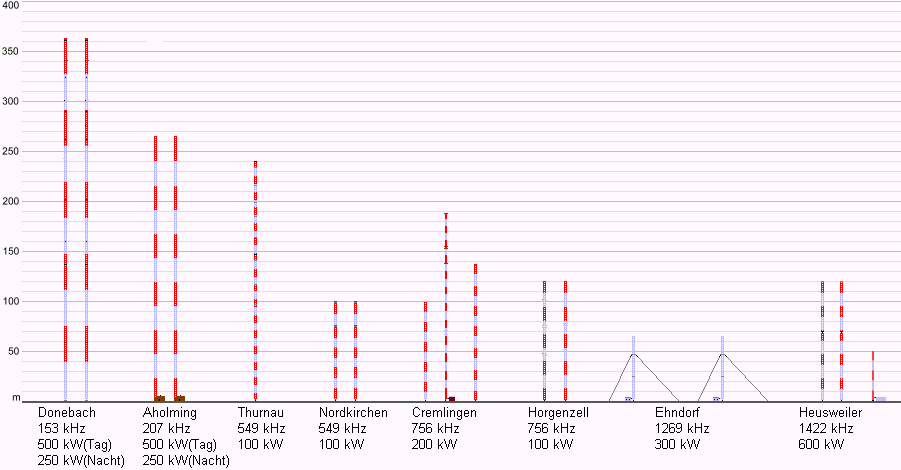
Höhendiagramm der Sendemasten der Lang- und Mittelwellensender des Deutschlandfunks

Am 30. September 1962 ging hier erstmals ein 100-kW-Sender auf der Frequenz 755 kHz mit dem Programm des Deutschlandfunks in Betrieb. Als Antenne diente ein 137-Meter-Strahler. Bereits ein Jahr später war die Sendeleistung auf 200 Kilowatt erhöht worden. Da es aber nachts zu Interferenzen mit dem DLF-Sender Ravensburg (20 kW) kam, durfte Cremlingen nur tagsüber auf dieser Frequenz senden.
Ab Oktober 1963 konnte eine zweite Mittelwellen-Sendeanlage errichtet werden, da die von AFN München genutzte Frequenz 548 kHz freigegeben worden war. Dieser Sender wurde zunächst auch mit 200 Kilowatt betrieben. Die Antennenanlage bestand aus einem 240 Meter hohen abgespannten Stahlrohrmasten sowie einem Stahl-Fachwerkmasten als Reflektor. Die Signalunterdrückung in südöstliche Richtung unterdrückte während der Dunkelheit Gleichkanalstörungen mit dem sowjetischen Sender Radio Majak. 
Die zweite Frequenz 755 kHz konnte weiterhin nur tagsüber mit 200 kW genutzt werden, Sender Ravensburg war inzwischen aufgerüstet worden auf 100 kW Sendeleistung (nachts 20 kW).
Ab 1. Oktober 1967 wurde die Sendeleistung für 548 kHz auf 800 Kilowatt (nachts 400 kW) erhöht. Die für die damalige Zeit extrem hohe Sendeleistung sorgte für eine ausgezeichnete Versorgung fast der gesamten DDR und der nördlichen Bundesrepublik Deutschland mit dem Programm des DLF.
Mit dem Inkrafttreten des Genfer Wellenplanes am 1. November 1978 musste die leistungsstarke Tagesmittelwelle 548 kHz zugunsten anderer DLF-Senderstandorte aufgegeben werden. 
Die beiden vorhandenen Sendeanlagen wurden daraufhin für den gemeinsamen Betrieb auf 756 kHz umgerüstet. Die Richtantennenanlage wurde durch Kürzen des 240-Meter-Mastes auf 199 m der höheren Frequenz angepasst. Der 137-Meter-Antennenmast diente ab diesem Zeitpunkt nur noch als Reserveantenne.
Für den Tagesbetrieb nutzte man dann den Großsender mit 800 kW in Rundstrahlung, nachts wurde der 200-kW-Sender an die Richtantenne mit Ausblendung Richtung Südost geschaltet.
Mitte der 1990er begann die deutschlandweite Stilllegung von Küstenfunkstationen sowie die Reduzierung des Angebots auf Mittelwelle. Der 800-kW-Röhrensender wurde zwischenzeitlich durch zwei 100-kW-Sender ersetzt. 2005 wurde nochmals durch eine volltransistorisierte und DRM-fähige Anlage TRAM/P 800 von Transradio Sendersysteme Berlin ersetzt. 
Seit der Demontage des Röhrensenders sendete Cremlingen das DLF-Programm nie mit mehr als 200 kW Sendeleistung.
Am 31. Dezember 2015 wurde die Verbreitung des Deutschlandfunks um kurz vor Mitternacht beendet.
Die Anlage wurde am 29. Januar 2018 gesprengt und demontiert.

## Verwendung der Reserveanlage
Ab 1978 diente der 137-m-Mast nur noch als Reserveantenne. Ab 2001 wurde hierüber auf der vom NDR freigegebenen Frequenz 630 kHz das Programm von Megaradio ausgestrahlt. Am Tage betrug die Sendeleistung 100 Kilowatt, die Nachtleistung soll 17 Kilowatt betragen haben. Der Betrieb des Senders wurde 2003 nach dem Rückzug von Megaradio wieder eingestellt.
Ab dem 1. April 2005 wurde über diese Anlage die „Stimme Russlands“ („Voice of Russia“) auf der Frequenz 630 kHz gesendet. Zum 1. Januar 2013 kündigte der Betreiber jedoch alle Pachtverträge für deutsche MW-Sendeanlagen. Wegen eines technischen Fehlers wurde die Sendeanlage in Cremlingen-Abbenrode allerdings erst am 2. Januar 2013 um 13:30 Uhr abgeschaltet, die anderen Sendeanlagen jedoch planmäßig zum 31. Dezember 2012. Voice of Russia versorgt Europa seit 2014 nur noch über Kurzwelle.

## Bilder

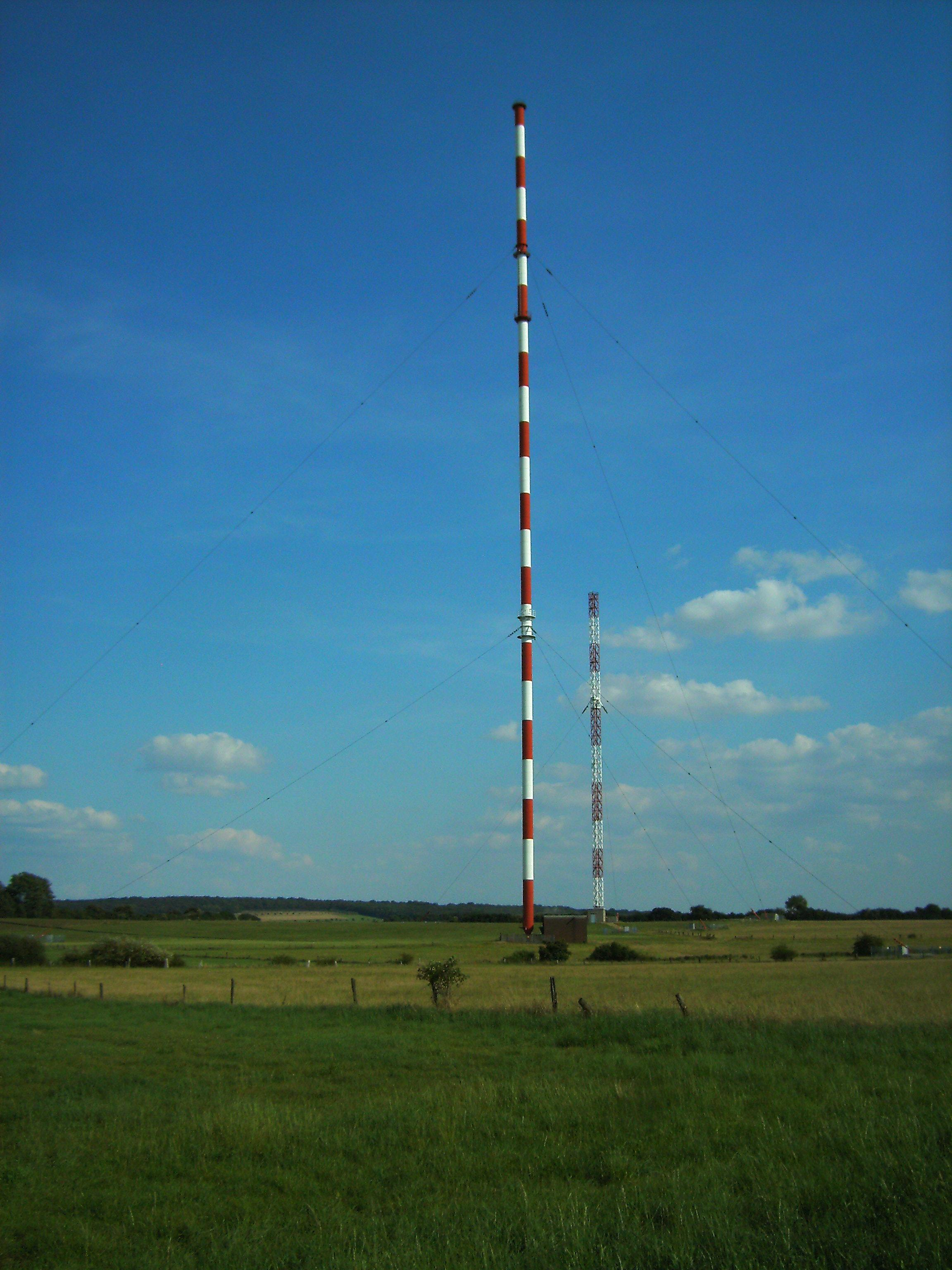
Sendeanlage für 756 kHz, bestehend aus einem 188 Meter hohen Rohrmast (im Vordergrund) und einem 99 Meter hohen Stahlfachwerkmast als Reflektormast (im Hintergrund)
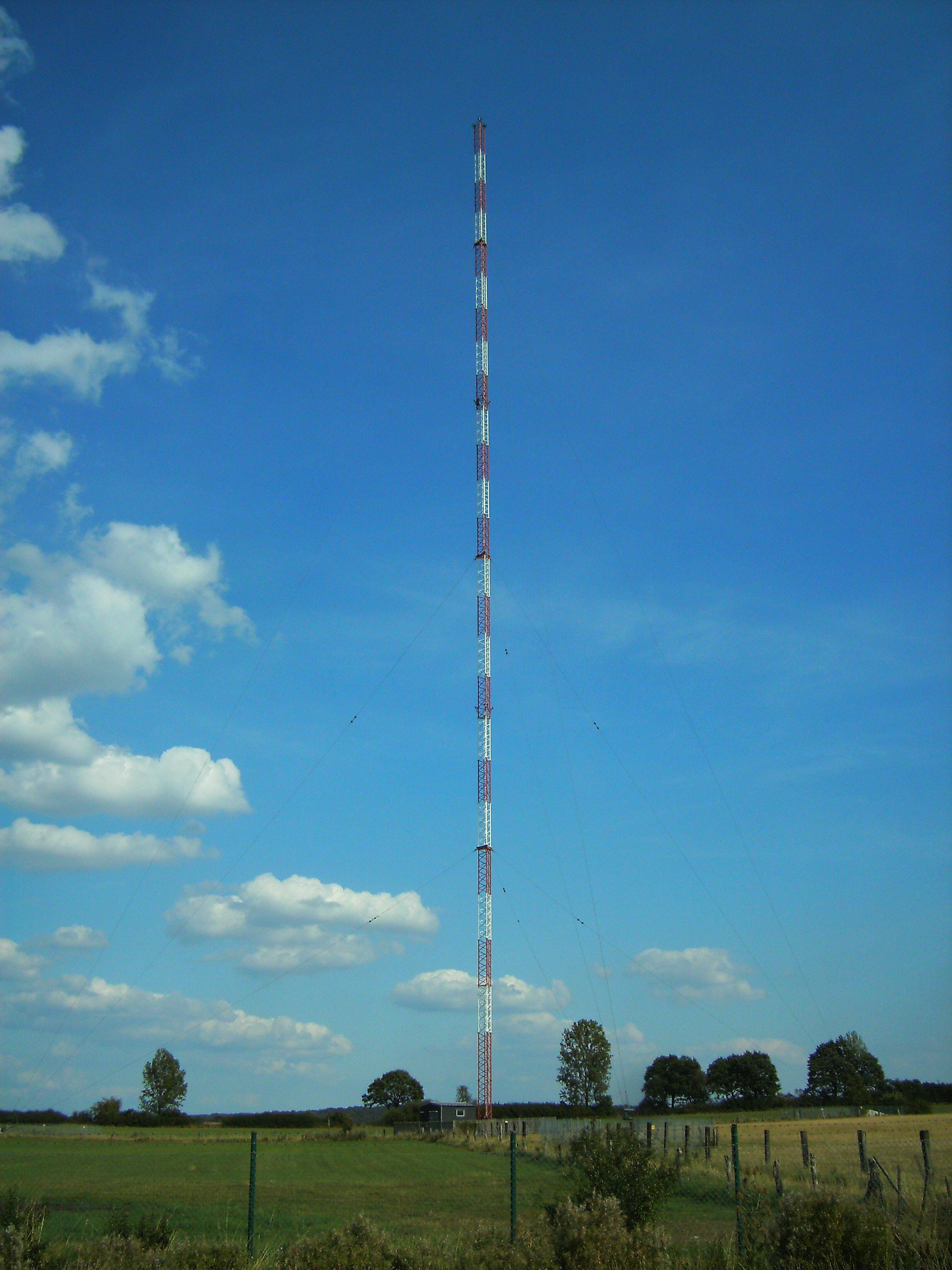
Sendeanlage für 630 kHz, bestehend aus einem 137 Meter hohen Stahlfachwerkmast